# Karol Salva
Karol Salva (Magyar Királyság, Szielnic, 1849. augusztus 11. – Amerikai Egyesült Államok, Cleveland, †1913. január 21.) szlovák evangélikus lelkész, tanító, író, korának  jeles szlovák nemzeti irányultságú lap- és könyvkiadója a Magyar Királyságban. Ismert írói álnevei: Čebratský, Karol Častolovský, Peter zo Žulotýna.

## Művei[2]
- Maďarskej reči (Budapest, 1881, magyar nyelvtan szlovákul)
- Obrazy z prírody (Budapest, 1894)
- Slovnik (Budapest, 1896, szlovák-cseh és cseh-szlovák szótár)
- Nezabudky (Budapest, 1897)
- Narodni spevnik (Budapest, 1897)
- Gustav Adolf (Rózsahegy, 1904)
- Priateľ dietok (1887, Turócszentmárton, gyermek- és ifjúsági lap)